# Kiuge Hayashida
Kiuge Hayashida Soiza, nacido en Estación Central, Santiago de Chile, más conocido como Kiuge Hayashida (林田樹下 Hayashida Kiuge?), es un guitarrista y licenciado en música chileno con mención en percusión egresado de la Universidad de La Serena, hijo de chilenos y nieto por vía paterna de un japonés y una chilena. Ha participado en seminarios de musicología e investigación en música vernácula. También ha tenido importante participación en agrupaciones como Hidrógeno, Espíritus Elementales, Grupo Taller, Jardín Secreto, Poozitunga, Feedback, Sol y Media Noche, Banda del Pequeño Vicio, Mauricio Redoles, Joe Vasconcellos, Charly García y Blues Brothers Chile.
Se ha consolidado como el guitarrista estable de Charly García desde el año 2001 en adelante, con quien se ha presentado en importantes escenarios de Buenos Aires, como el Luna Park, Teatro Gran Rex y Teatro Colón.

## Discografía

### ConJoe Vasconcellos
- Toque (1995)

### ConMauricio Redolés
- ¿Quién mató a Gaete? (1996)

### ConCharly García
Estudio
- Rock and Roll YO (2003)
- Kill gil (2010)
- Random (2017)

En vivo
- El concierto subacuático (2009)
- 60x60 (2012)
- Líneas Paralelas, Teatro Colón (2013)
- San Carlos de Bolívar, Reapertura Cine Avenida (2013)